# Aberlour (whisky)
Aberlour (cel.„ujście rzeki Lour”) – nazwa szkockiej single malt whisky i destylarni, w miejscowości  Aberlour w regionie Strathspey, Speyside, w Szkocji. Zakład mieści się w widłach dwóch rzek - Lour River oraz Spey River niedaleko Ben Rinnes. Region Speyside jest najbardziej "płodnym" w Szkocji, jeśli chodzi o produkcję whisky, to tu znajduje się ponad połowa wszystkich szkockich gorzelni.

## Charakter
W Whisky Aberlour częściowo czuć wpływy źródła wody płynącego z Ben Rinnes przez lokalne torfowiska i złoża granitu w Lour valley. To nasącza wodę rzadkimi minerałami i czyni wodę niezmiernie miękką. Woda ta używana jest na wszystkich etapach produkcji nadając Aberlour delikatny charakter. 

## Historia
Jakkolwiek na butelkach można przeczytać datę 1879, gorzelnia Aberlour została założona w 1826 przez Jamesa Gordona oraz Petera Weira. Oryginalna destylarnia została strawiona przez pożar i odbudowana w 1879 przez Jamesa Fleminga (1830–1895), ta właśnie data umieszczana jest na butelkach. W 1898 drugi, poważniejszy pożar wybuchł w zakładzie pochłaniając parę budynków i większość leżakującej whisky, Gorzelnia została jednak szybko odbudowana.

## A'bunadh
Destylarnia Aberlour od 1997 roku corocznie wydaje partie swojej whisky A'bunadh, co w dosłownym tłumaczeniu z języka celtyckiego oznacza "pochodzenie". Starzona jest w beczkach po hiszpańskim Oloroso Sherry przez okres od 9 do 15 lat, a następnie butelkowana jest w sile beczki, czyli bez rozcieńczania wodą, z dużą mocą (ok. 60%), w naturalnym, głęboko bursztynowym kolorze bez dodatku barwnika w postaci karmelu. Nie jest również filtrowana na zimno.

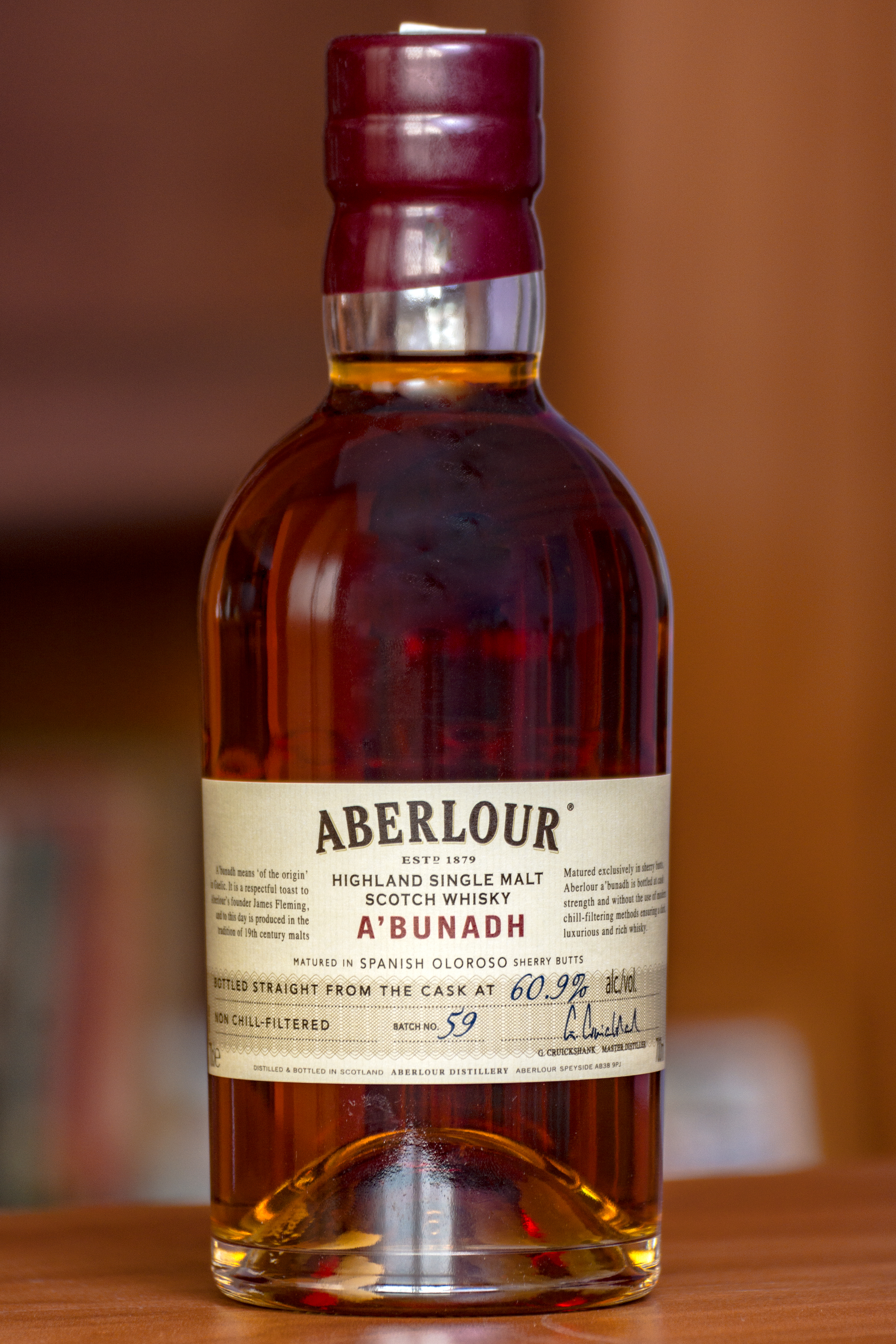
Butelka Aberlour A'bunadh z 59 partii

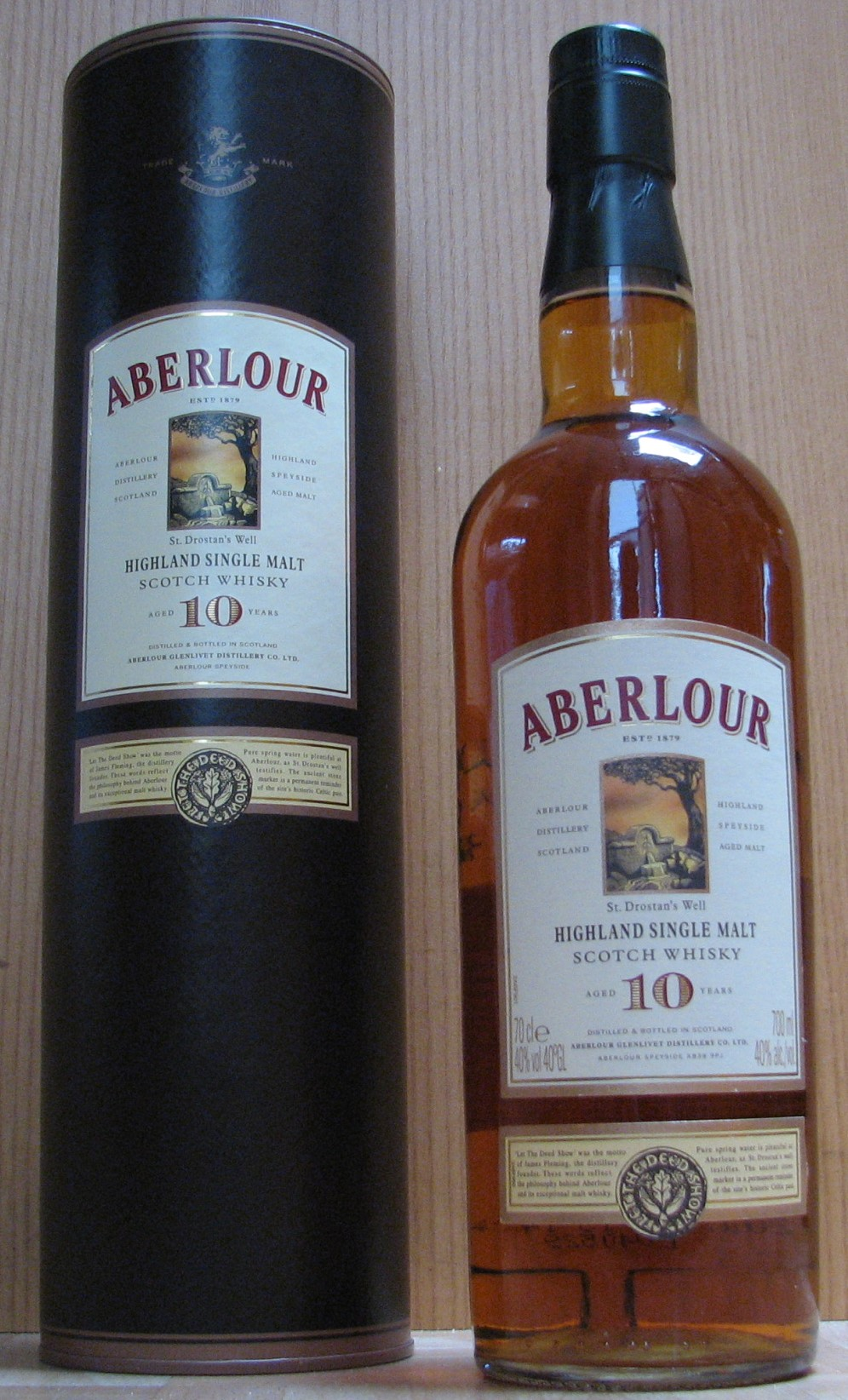
Aberlour single malt 10 yo

### Wypuszczone na rynek partie A'bunadh
| Numer partii | Zawartość alkoholu | Przybliżony rok zabutelkowania |
| ------------ | ------------------ | ------------------------------ |
| 1–5          | 59.6%              | 1997                           |
| 6            | 59.9%              | 1999                           |
| 7            | 59.9%              | 2000                           |
| 8            | 60.2%              | 2001                           |
| 9            | 60%                | 2002                           |
| 10           | 59.8%              | 2003                           |
| 11           | 59.8%              | 2003                           |
| 12           | 60%                | 2004                           |
| 13           | 59.8%              | 2004                           |
| 14           | 59.5%              | 2005                           |
| 15           | 59.6%              | 2005                           |
| 16           | 59.6%              | 2005                           |
| 17           | 60.2%              | 2006                           |
| 18           | 59.7%              | 2006                           |
| 19           | 59.9%              | 2007                           |
| 20           | 60.5%              | 2007                           |
| 21           | 59.5%              | 2008                           |
| 22           | 59.3%              | 2008                           |
| 23           | 60.2%              | 2008                           |
| 24           | 60.2%              | 2008                           |
| 25           | 60.4%              | 2008                           |
| 26           | 60.6%              | 2009                           |
| 27           | 60.1%              | 2009                           |
| 28           | 59.7%              | 2009                           |
| 29           | 59.9%              | 2010                           |
| 30           | 59.8%              | 2010                           |
| 31           | 60.5%              | 2010                           |
| 32           | 60.4%              | 2010                           |
| 33           | 60.9%              | 2010                           |
| 34           | 59.5%              | 2010                           |
| 35           | 60.3%              | 2011                           |
| 36           | 60.1%              | 2011                           |
| 37           | 59.6%              | 2011                           |
| 38           | 60.3%              | 2011                           |
| 39           | 59.8%              | 2012                           |
| 40           | 60.0%              | 2012                           |
| 41           | 59.0%              | 2012                           |
| 42           | 60.3%              | 2012                           |
| 44           | 59.7%              | 2012                           |
| 45           | 60.2%              | 2013                           |
| 46           | 60.4%              | 2013                           |
| 47           | 60.7%              | 2014                           |
| 48           | 59.7%              | 2014                           |
| 49           | 60.1%              | 2014                           |
| 50           | 59.6%              | 2014                           |
| 51           | 60.8%              | 2015                           |
| 52           | 60.5%              | 2015                           |
| 53           | 59.7%              | 2015                           |
| 54           | 60.7%              | 2016                           |
| 55           | 60.9%              | 2016                           |
| 56           | 61.2%              | 2016                           |
| 57           | 60.7%              | 2016                           |
| 58           | 61.1%              | 2017                           |
| 59           | 60.9%              | 2017                           |
| 60           | 60.3%              | 2017                           |
| 61           | 60.8%              | 2017                           |
| 62           | 59.9%              | 2018                           |